# Cenk İldem
Cenk İldem (ur. 5 stycznia 1986) – turecki zapaśnik w stylu klasycznym. Trzykrotny olimpijczyk. Brązowy medalista z Rio de Janeiro 2016 w kategorii 98 kg. W Londynie 2012 zajął jedenaste miejsce w wadze 96 kg. W Tokio 2020 zajął dwunaste miejsce w kategorii 97 kg.
Brązowy medalista mistrzostw świata w 2011 i 2019. Srebrny medal na igrzyskach śródziemnomorskich w 2013. Srebrny medal w mistrzostwach Europy w 2014 i brązowy w 2010, 2013, 2016 i 2020; ósmy w 2011. Drugi w Pucharze Świata w 2013; trzeci w 2012; czwarty w 2017; dziewiąty w 2010; jedenasty w 2011. Trzeci na igrzyskach europejskich w 2015 i piąty w 2019. Akademicki mistrz świata w 2008. Mistrz Europy juniorów w 2005 i 2006, mistrz świata juniorów z 2006 roku.